# Nils de Verdier (apotekare)
Nils Gustaf Olof de Verdier, född 19 maj 1876 i Ulricehamns församling i Älvsborgs län, död 16 november 1947 i Lidingö församling i Stockholms län, var en svensk apotekare. 

## Biografi
De Verdier var son till apotekare Alfred de Verdier (1841 - 1902) i Ulricehamn och Elisabeth Norlander.
Efter att ha varit elev på apoteket Nordstjernan i Gävle 1892–1895 avlade de Verdier farmacie kandidatexamen 1895 och var anställd på apoteket Nordstjernan i Gävle 1895–1897. Han avlade apotekarexamen 1899, var anställd på apoteket i Boden och på apoteket Morianen i Stockholm 1899–1905, på apoteket Leoparden i Stockholm och Svanen i Stockholm 1905–1921, var arrendator av apoteken i Mariefred och Åtvidaberg 1924–1932 och innehavare av apoteket Antilopen i Stockholm från 1932. 
Han var ständig ledamot av Farmacevtiska Föreningen, verkställande direktör i Svenska Medicinalväxtföreningen, ledamot av styrelsen för Farmacevtiska Föreningen, sekreterare i stockholmskretsen av Sveriges Farmacevtförbund samt dess fullmäktige. Han var ordförande i Föreningen Farmacevternas Sparkassa samt sekreterare och kassaförvaltare i Föreningen Sveriges Apoteksarrendatorer. Han utgav Vilka läkeväxter äro fördelaktigast att insamla? (1911) och Våra medicinalväxter (tillsammans med Erik Lundström och Gustaf Lind, 1917).
Nils de Verdier är begravd på Norra begravningsplatsen utanför Stockholm.